# Rudis Corrales
Rudis Alberto Corrales Rivera (Sociedad, 6 de novembro de 1979) é um ex-futebolista salvadorenho que jogava como atacante.

## Carreira
Revelado no Municipal Limeño, profissionalizou-se em 1997 e disputou seu primeiro jogo 23 dias após completar 18 anos, contra o Dragón. Jogou nos Chancheros até 2003, tendo feito 77 gols.
Destacou-se também no Águila, onde atuou entre 2004 e 2010 e balançou as redes adversárias 50 vezes em mais de 80 jogos. Em setembro de 2007, tornou-se o sétimo jogador a atingir a marca de 100 gols no Campeonato Salvadorenho
Após deixar os Negronaranjas, vestiu as camisas de Alianza (11 jogos e 4 gols em 2011), Dragón (9 partidas em 2012–13) e Aguiluchos USA, equipe inspirada no Águila que disputa a National Premier Soccer League (espécia de quarta divisão no sistema de ligas de futebol dos Estados Unidos, encerrando sua carreira em 2014.

## Seleção Salvadorenha
Pela Seleção Salvadorenha, Corrales é o quinto jogador com mais jogos disputados (78, empatado com Ramón Sánchez) e o sexto maior artilheiro dos Cuscatlecos (17 gols). Sua estreia foi na Copa das Nações da UNCAF de 2001, contra a Nicarágua. Ele jogaria outras 3 edições do torneio (2003, 2005 e 2009.
Disputou ainda 4 edições da Copa Ouro da CONCACAF: 2002, 2003 (em ambas, El Salvador parou nas quartas-de-final), 2009 (primeira fase) e 2011 (também com eliminação salvadorenha nas quartas-de-final), além de 20 partidas de Eliminatórias da Copa do Mundo.

## Vida pessoal
Seu irmão mais velho, Magdonio Corrales, foi também jogador de futebol e também seu companheiro de equipe no Municipal Limeño, além de ter defendido a Seleção Salvadorenha em 5 partidas, todas em 1999.

## Títulos
Águila
- Campeonato Salvadorenho: Clausura 2006

Alianza
- Campeonato Salvadorenho: Clausura 2011

### Individuais
- Artilheiro do Torneio Clausura de 2001
- Artilheiro das eliminatórias da CONCACAF para a Copa de 2010 (8 gols)